# Dornier Do 17
De Dornier Do 17 is een vliegtuig dat in de jaren dertig door het Duitse bedrijf Dornier werd ontworpen. In het begin van de Tweede Wereldoorlog was het, samen met de Junkers Ju 88 en de Heinkel He 111, een van de belangrijkste bommenwerpers van de Duitse Luftwaffe. Het toestel was bij de Luftwaffe geliefd. Het werd gezien als een sterk, betrouwbaar en stabiel toestel. Het had geen bepantsering maar was moeilijk door luchtafweer te raken vanwege zijn beperkte afmetingen. De vier bemanningsleden zaten samen in een ruime cockpit en hadden hierdoor gemakkelijk onderling contact.

## Ontwikkeling en inzet
De Dornier Do 17 werd in 1934 ontworpen als postvliegtuig dat zes passagiers kon meenemen, en kreeg de bijnaam Vliegend Potlood (Fliegender Bleistift) vanwege zijn smalle romp. De Lufthansa vond het toestel niet geschikt omdat de behuizing van de zes passagiers te krap was.
Het duurde niet lang voordat de militaire mogelijkheden van het toestel werden ingezien. De Do 17E-bommenwerper en het Do 17F-verkenningstoestel werden in 1937 aan de Luftwaffe geleverd. Deze uitvoeringen werden tijdens de Spaanse Burgeroorlog ingezet. De Dornier Do 17 viel in datzelfde jaar op tijdens een luchtshow in Zürich, ook omdat de daar getoonde uitvoering sneller was dan de jagers van die tijd. Dit leidde tot een grote opdracht van Joegoslavië. De door Joegoslavië gebruikte toestellen stonden bekend als Do 17K.

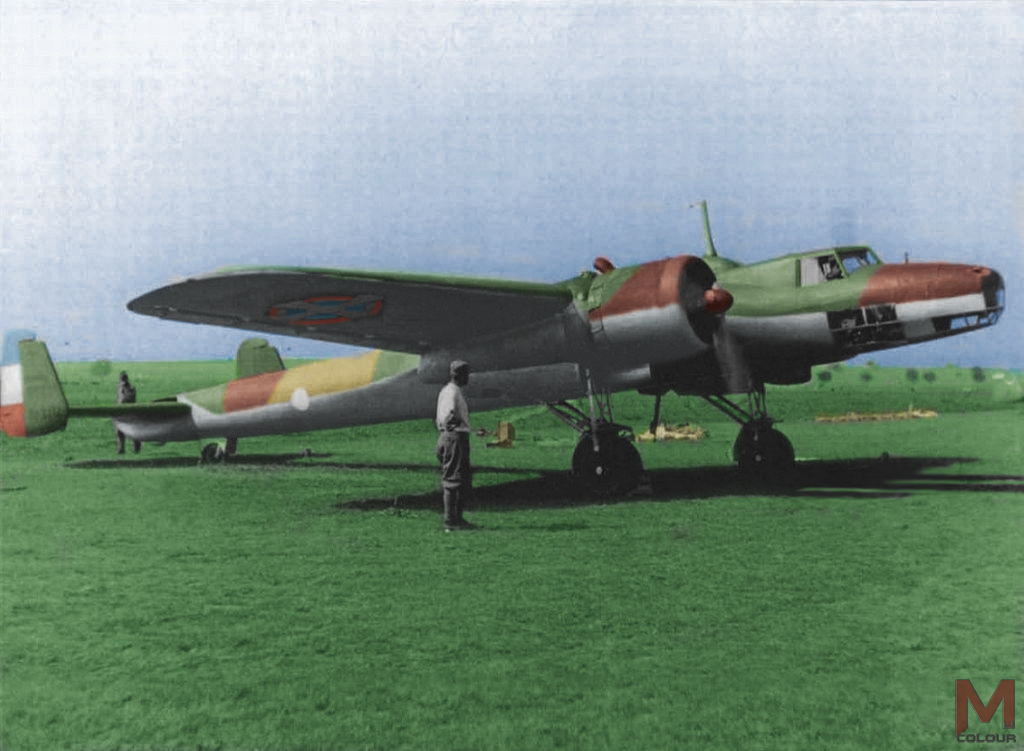
Joegoslavische Dornier Do 17K. Het is goed te zien waarom het toestel de bijnaam vliegend potlood kreeg.

De Do 17M-bommenwerper en het Do 17P-verkenningsvliegtuig waren een verdere ontwikkeling van de eerdere versies. 
De aanpassingen voor het Do 17Z-model waren ingrijpender, het toestel werd voorzien van een lager geplaatste achteruitvurende geschutspositie en kreeg een grotere neuscabine. Het merendeel van de gebouwde Do 17's was van het Z-type. Do 17Z-bommenwerpers zijn geleverd aan de Luftwaffe, de Kroatische en de Finse luchtmacht.
Tijdens de Slag om Engeland werd duidelijk dat het toestel kwetsbaar was vanwege het gebrek aan bepantsering en vuurkracht. De Do 17 werd nog wel ingezet aan het Oostfront, maar werd vanaf 1942 meer en meer gebruikt voor andere taken zoals het slepen van zweefvliegtuigen.

## Wrak Dornier Do 17Z, Werknummer 1160
Van alle exemplaren die gebouwd zijn is slechts één exemplaar bewaard gebleven, zij het zwaar beschadigd.  In 2008 werd op vijftien meter diepte een wrak ontdekt op de Goodwin Sands, een reeks zandbanken op enkele kilometers voor de kust van Kent. Het toestel was in relatief goede staat en werd op 10 juni 2013 geborgen. Na schoonmaak en een behandeling tegen corrosie zal het toestel tentoongesteld worden.

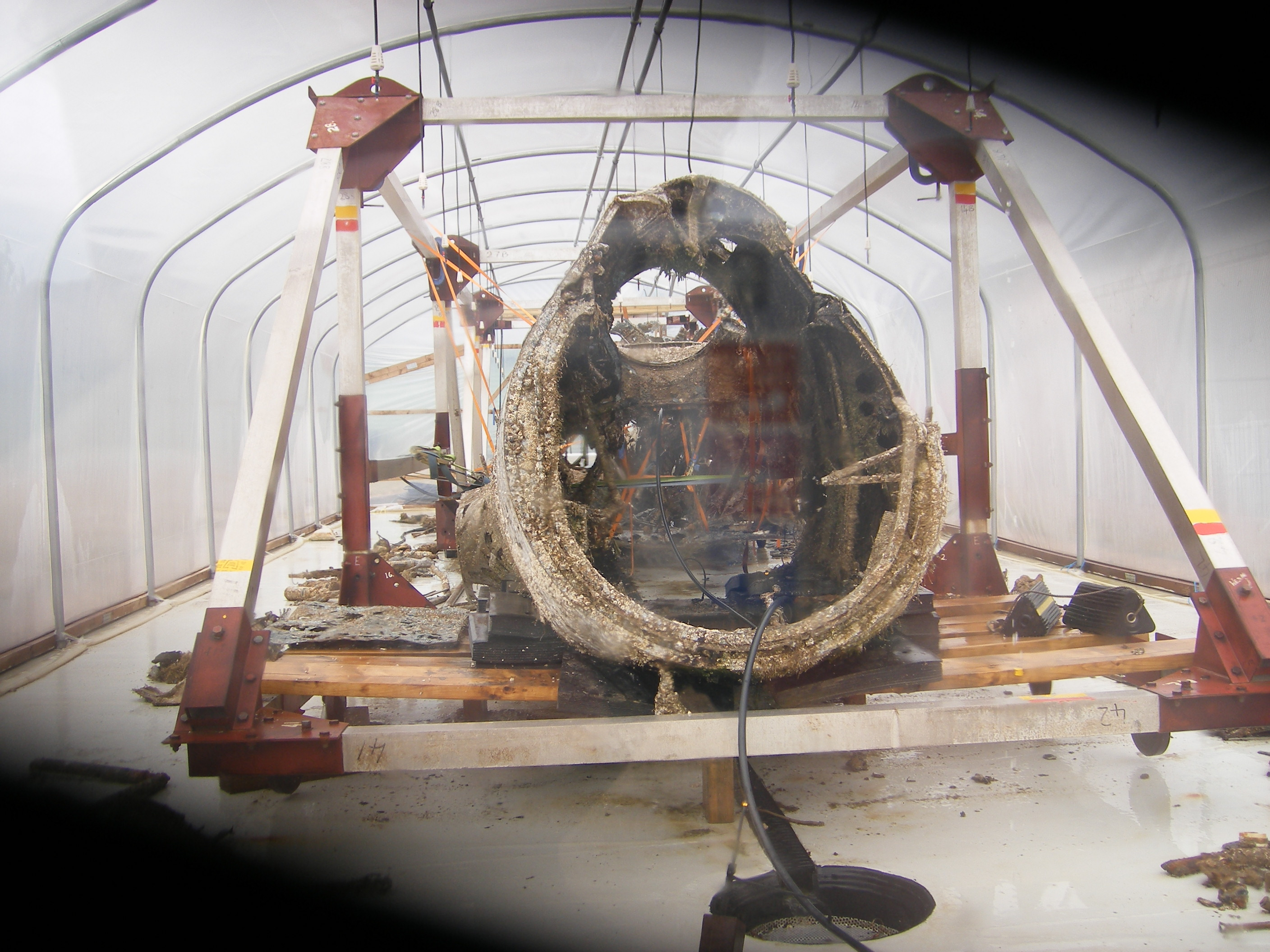
De romp van het in 2013 geborgen wrak

Do-17Z-2